# Saalach
Saalach er en flod, som løber i Østrig og Tyskland, og den er en biflod til Salzach (som er en biflod til Inn. Den har sit udspring på den sydøstlige side af bjerget Staffkogel i Kitzbühel Alperne. Den løber først østover gennem skicenteret i Saalbach-Hinterglemm før den drejer nordover ved Maishofen. Den følger så en bred dal til Saalfelden og bugter sig gennem den smalle dal mellem Leonganger og Loferer Steinberge, og fra Steinernes Meer til Lofer. Her går floden ind i en smal kløft, hvor der finder rafting sted, før den krydser grænsen til Bayern i Tyskland ved Melleck. Lige før den når Bad Reichenhall, løber den ud i Saalachsee, en opstemmet sø som er lavet til vandkraftproduktion. Saalach løber ud af bjergene efter Staufeneck og ind i et fladt skovområde kaldet Saalachau. Fra Piding og nordøstover løber floden 10 km langs grænsen til Østrig, før den løber ud i floden Salzach.